# Morti nel 1984/Novembre
| Questa pagina contiene informazioni ricavate automaticamente dalle voci biografiche con l'ausilio del template Bio e di un bot. L'aggiornamento è periodico e automatico e ricostruisce completamente la pagina. Se manca una persona in questa lista, sei pregato di non aggiungerla, ma accertati piuttosto che la sua voce biografica contenga il template Bio e che i dati anagrafici siano correttamente compilati. Se il template Bio manca, inseriscilo tu stesso o, in alternativa, metti l'avviso {{tmp\|Bio}} che ne segnala la mancanza. Se i dati riportati sono sbagliati, correggi direttamente la voce biografica; le modifiche saranno visibili in questa lista entro pochi giorni. Per chiarimenti vedi il progetto biografie. La lista contiene solo le 88 persone che sono citate nell'enciclopedia e per le quali è stato implementato correttamente il template Bio. Pagina aggiornata al 3 mar 2024. |

- 1º novembre - Marcel Moyse, flautista francese (n. 1889)
- 1º novembre - Norman Krasna, sceneggiatore e regista statunitense (n. 1909)
- 1º novembre - Boris Souvarine, politico, saggista e giornalista francese (n. 1895)
- 2 novembre - Andrea Berardi, giurista, avvocato e pubblicista italiano (n. 1907)
- 3 novembre - Aldo Donati, calciatore italiano (n. 1910)
- 4 novembre - Giuseppe Cerana, dirigente sportivo italiano (n. 1904)
- 4 novembre - Gabriele de Paolis, generale italiano (n. 1926)
- 4 novembre - Gérard Delbeke, calciatore e allenatore di calcio belga (n. 1898)
- 4 novembre - Norman Geschwind, neurologo statunitense (n. 1926)
- 4 novembre - Francesco Mulè, attore e doppiatore italiano (n. 1926)
- 5 novembre - Erberto Carboni, architetto, designer e pubblicitario italiano (n. 1899)
- 5 novembre - Domien Jacob, ginnasta belga (n. 1897)
- 5 novembre - Rehman, attore indiano (n. 1921)
- 5 novembre - Ivor Montagu, montatore, regista e sceneggiatore britannico (n. 1904)
- 6 novembre - Mickey Cave, calciatore inglese (n. 1949)
- 6 novembre - Josep Antoni Coderch, architetto spagnolo (n. 1913)
- 6 novembre - Helen Balfour Morrison, fotografa statunitense (n. 1890)
- 6 novembre - Domenico Purificato, pittore italiano (n. 1915)
- 6 novembre - Primo Zeglio, regista, sceneggiatore e pittore italiano (n. 1906)
- 7 novembre - Alfonso Negro, calciatore e medico statunitense (n. 1915)
- 7 novembre - Simonetta Tosi, biologa e medico italiana (n. 1937)
- 8 novembre - Ciriaco Errasti, calciatore spagnolo (n. 1904)
- 8 novembre - Carl Gustav Sparre Olsen, violinista e compositore norvegese (n. 1903)
- 8 novembre - Collin Walcott, musicista e compositore statunitense (n. 1945)
- 9 novembre - Jindřich Fritz, compositore di scacchi cecoslovacco (n. 1912)
- 9 novembre - Francesco Granata, giornalista, saggista e critico letterario italiano (n. 1895)
- 9 novembre - Elena Tjapkina, attrice sovietica (n. 1900)
- 10 novembre - Mario Del Pozzo, politico italiano (n. 1902)
- 10 novembre - Carmelo Goyenechea Urrusolo, calciatore spagnolo (n. 1898)
- 10 novembre - Xavier Herbert, scrittore australiano (n. 1901)
- 10 novembre - Luigi Martignon, pittore e incisore italiano (n. 1911)
- 10 novembre - Józef Nowara, schermidore polacco (n. 1945)
- 11 novembre - Faiz Ahmad Faiz, poeta e scrittore pakistano (n. 1911)
- 11 novembre - Dorothy M. Johnson, scrittrice statunitense (n. 1905)
- 11 novembre - Mario Ridolfi, architetto italiano (n. 1904)
- 12 novembre - Chester Himes, scrittore statunitense (n. 1909)
- 12 novembre - Valentina Zambra, medica e chirurga italiana (n. 1897)
- 13 novembre - Eta Boeriu, scrittrice, poetessa e traduttrice rumena (n. 1923)
- 13 novembre - Shizo Kanakuri, maratoneta giapponese (n. 1891)
- 14 novembre - Adhemar Canavesi, calciatore uruguaiano (n. 1903)
- 14 novembre - Keith Hudson, produttore discografico e cantante giamaicano (n. 1946)
- 14 novembre - Giuseppe Motta, politico, storico e saggista italiano (n. 1902)
- 14 novembre - Charlotte Oelschlägel, pattinatrice artistica su ghiaccio e attrice tedesca (n. 1898)
- 15 novembre - Mario Bonivento, calciatore e allenatore di calcio italiano (n. 1903)
- 15 novembre - Luigi Magnani, critico musicale, musicologo e scrittore italiano (n. 1906)
- 16 novembre - Murray Alper, attore statunitense (n. 1904)
- 16 novembre - Pierre Dalle Nogare, romanziere e poeta francese (n. 1934)
- 16 novembre - Vic Dickenson, trombonista statunitense (n. 1906)
- 16 novembre - Leonard Rose, violoncellista statunitense (n. 1918)
- 17 novembre - Henryk Martyna, calciatore polacco (n. 1907)
- 17 novembre - Rosario Nicoletti, politico italiano (n. 1931)
- 17 novembre - Giandante X, pittore, scultore e illustratore italiano (n. 1899)
- 18 novembre - Seth Adonkor, calciatore francese (n. 1961)
- 19 novembre - Cats Falck, giornalista svedese (n. 1953)
- 19 novembre - Gotthard Günther, filosofo tedesco (n. 1900)
- 19 novembre - Martín Marculeta, allenatore di calcio e calciatore spagnolo (n. 1907)
- 19 novembre - Paolo Monelli, giornalista, scrittore e militare italiano (n. 1891)
- 20 novembre - Trygve Bratteli, editore e politico norvegese (n. 1910)
- 20 novembre - Carlo Campanini, attore italiano (n. 1906)
- 20 novembre - Leonardo Castellani, pittore e scrittore italiano (n. 1896)
- 20 novembre - Mario Celoria, calciatore italiano (n. 1911)
- 20 novembre - Vernon Victor Hickman, zoologo e aracnologo australiano (n. 1894)
- 20 novembre - Raoul Manselli, storico italiano (n. 1917)
- 20 novembre - Alexander Moyzes, compositore slovacco (n. 1906)
- 21 novembre - Simon Scuddamore, attore britannico (n. 1956)
- 22 novembre - Gerrit Fischer, calciatore olandese (n. 1916)
- 22 novembre - John Gilling, regista e sceneggiatore inglese (n. 1912)
- 22 novembre - Adolf Laudon, calciatore austriaco (n. 1912)
- 23 novembre - Armando Meoni, scrittore italiano (n. 1894)
- 24 novembre - Settimio Bruna, politico italiano (n. 1892)
- 24 novembre - Jimmy Jackson, pilota automobilistico statunitense (n. 1910)
- 24 novembre - Arnaud de Rosnay, surfista, fotografo e avventuriero francese (n. 1946)
- 24 novembre - Walter Wallenborg, calciatore norvegese (n. 1908)
- 25 novembre - Agnes von Kurowsky, infermiera statunitense (n. 1892)
- 25 novembre - Ethel Schwabacher, pittrice e scrittrice statunitense (n. 1903)
- 25 novembre - Aurelio Zennaro, calciatore italiano (n. 1916)
- 26 novembre - Fernando Corena, basso svizzero (n. 1916)
- 26 novembre - Bernard Lonergan, presbitero e teologo canadese (n. 1904)
- 26 novembre - Tōgo Murano, architetto giapponese (n. 1891)
- 27 novembre - Melvin Evans, politico e diplomatico americo-verginiano (n. 1917)
- 27 novembre - Battista Pederzoli, calciatore italiano (n. 1901)
- 28 novembre - Ricky Bell, giocatore di football americano statunitense (n. 1955)
- 28 novembre - Uberto di Löwenstein-Wertheim-Freudenberg, giornalista, scrittore e politico tedesco (n. 1906)
- 28 novembre - Hans Speidel, generale tedesco (n. 1897)
- 29 novembre - Tatjana Pavlovna Ehrenfest, matematica olandese (n. 1905)
- 29 novembre - Giulio Viozzi, compositore, pianista e direttore d'orchestra italiano (n. 1912)
- 30 novembre - Vincenzo De Chiara, vescovo cattolico italiano (n. 1903)
- 30 novembre - Jirō Miyake, calciatore giapponese